# Lionel Godoy
Lionel Godoy (La Plata, 14 de octubre de 1934-Buenos Aires, 19 de febrero de 2021) fue un periodista, presentador de televisión y locutor argentino.

## Carrera
De niño tartamudeaba tras una tragedia familiar cuando falleció su padre, de chico lo apodaban Petete. Una vez egresado del ISER, se presentó en una radio de la Mar del Plata, la Radio Universidad, donde debutó como locutor. Trabajó para grandes emisoras de aquellos años como Radio Provincia, Radio Mitre, Radio Splendid, Radio Belgrano, Radio El Mundo, y Radio Libertad. Trabajó con grandes figuras como José Narosky, Lucía Marcó, Rafael Díaz Gallardo, Guillermo Cervantes Luro, Julio Márbiz, entre otros.
Además fue locutor de Julio Sosa, Osvaldo Pugliese y Aníbal Troilo. También trabajó en el exterior como fue en Chile (Puerto Montt), Venezuela (Radio Rumbos) de la mano de Agustín Irusta y Uruguay (Radio Carve). En 1959 ganó un concurso con Nora Perlé para incorporarse a Radio Rivadavia.
Considerado como uno de los más conocedores comentaristas de tango de la radio, desde 1977 y por más de cuarenta años condujo La noche con amigos, junto con Patricia Stable, donde fue el encargado de difundir el género del tango a los diferentes puntos del país.
Gran cultor del género tanguero y boleros, en televisión condujo por tres años el programa La noche con amigos acompañado por Luis Alposta y Ricardo Daniel Pereyra por ATC. Allí e dio el lujo de entrevistar a célebres estrellas como Mariano Mores, Osvaldo Ramos, Cátulo Castillo, Alberto Hidalgo, Pepito Avellaneda, Juan Carlos Copes, Hugo Marcel, Susana Rinaldi, Néstor Fabián, entre muchos otros. Dicho programa fue nominado a los Premios Martín Fierro en 1997 a Mejor Programa de Música.
En el 2017 se lo homenajeó por su trayectoria en un espectáculo, Locutango, conducido por la locutora Marita Monteleone.

## Vida privada
Estuvo casado con la cancionista y primera actriz Virginia Luque a quien acompañó en su carrera hasta su muerte en 2014. En 1980 pasó a formar parte de sus vidas una niña a quien adoptaron en condiciones ilegales. A esa niña la llamaron María Virginia Godoy, conocida en los medios por su nombre artístico Señorita Bimbo, (actriz, conductora y comediante).

## Radio
- Glostora Tango Club
- 1977/2016: La noche con amigos

## Televisión
- 1996/1999: La noche con amigos.